# Danmarks ambassade i Washington D.C.
Danmarks ambassade i Washington DC er Danmarks diplomatiske mission i USA. Ambassaden er placeret på 3200 Whitehaven St., NW i Washington, D.C. Ambassaden driver også generalkonsulat i New York City. 
Der er også et dansk generalkonsulat beliggende i John Hancock Center, Chicago. 

## Historie
Efter 2. verdenskrig foreslog den danske ambassadør til De Forenede Stater Henrik Kauffmann (1888–1963), at Danmark havde brug for en ny ambassade, og han fandt, at den bedste løsning ville være at konstruere en ny specialbygget ambassade på et nyligt erhvervet stykke jord. Den førende danske modernistiske arkitekt Vilhelm Lauritzen blev kommissioneret til byggeriet, og bygningen blev færdiggjort i 1960. Det var den første modernistiske ambassadebygning, der blev bygget i USA.
Den 4. juni 2010 blev 50-årsdagen for ambassaden fejret med en ceremoni deltaget af kronprins Frederik.

## Bygningen
Ambassadebygningen ligger på en bakketop, der ligger tilbagetrukket fra gaden og huser både ambassadørens bolig og kansleriet. Det er bygget ud fra et enkelt og behersket modernistisk design. Både udvendigt og indvendigt er bygningen klædt i grønlandsk marmor. 
Finn Juhl blev ansvarlig for interiørdekorationer, og han møblerede ambassaden både med egne møbler og design samt andre danske møbelklassikere, såsom Arne Jacobsen-stole og Poul Henningsen-lamper. 
The Ugly Duckling-springvandet af Marshall Fredericks blev installeret i 1994.